# Universidade Carnegie Mellon
A Universidade Carnegie Mellon (Carnegie Mellon University) é uma instituição privada de ensino e pesquisa, localizada na cidade de Pittsburgh, no estado da Pensilvânia nos Estados Unidos. Foi fundada em 1967 pela fusão do antigo Carnegie Institute of Technology (fundado em 1900) com o Mellon Institute of Industrial Research (fundado em 1913). O campus principal da universidade tem uma área de 140 acres e localiza-se no bairro de Oakland, a aproximadamente 5 quilômetros do centro da cidade de Pittsburgh e próximo à vizinha Universidade de Pittsburgh.
A universidade é atualmente dividida em sete faculdades que oferecem cursos regulares de graduação e pós-graduação levando aos graus de bacharel, mestre e doutor. Seus cursos nas áreas de ciência da computação, robótica, engenharia, administração de empresas, políticas públicas, linguística, psicologia, estatística, lógica, matemática aplicada, arquitetura e teatro destacam-se entre os melhores da América do Norte. Entre ex-alunos ou ex-professores da universidade Carnegie Mellon encontram-se 18 ganhadores do prêmio Nobel e 9 laureados com o prêmio Turing de computação, além de 7 vencedores do prêmio Emmy de televisão, 3 ganhadores do prêmio Oscar de cinema, e 4 agraciados com o prêmio Tony de teatro.
A Universidade Carnegie Mellon foi classificada em janeiro de 2007 em 12º lugar no ranking das mais importantes universidades do mundo de acordo com presença na rede WWW. No ranking acadêmico de universidades publicado pelo suplemento de ensino superior do jornal The Times de Londres, foi classificada como a décima-sétima melhor universidade em geral dos EUA. e a quinta melhor daquele mesmo país na área de tecnologia. A revista norte-americana US News & World Report classifica por sua vez os cursos de pós-graduação em ciência da computação da Universidade Carnegie Mellon em primeiro lugar nos Estados Unidos. De acordo com informações institucionais, o orçamento para pesquisa da universidade no ano fiscal de 2006 chegou a 315 milhões de dólares americanos.